# Peter Sloterdijk
Peter Sloterdijk (pronuncia IPA: /ˈsloːtɐˌdaɪk/) (Karlsruhe, 26 giugno 1947) è un filosofo e saggista tedesco, professore di filosofia ed estetica alla Hochschule für Gestaltung di Karlsruhe, di cui è rettore dal 2001. Insegna anche all'Accademia di Belle Arti di Vienna.

## Biografia
Dal 1968 al 1974 Sloterdijk studia filosofia, germanistica e storia all'Università di Monaco. Nel 1975 consegue il dottorato all'Università di Amburgo con una tesi sulla filosofia e la storia dell'autobiografia. In seguito intraprende con successo la carriera di saggista, cui si aggiunge, dal 1992, l'insegnamento universitario a Karlsruhe e a Vienna.
Il suo primo saggio filosofico, "Critica della ragion cinica", pubblicato nel 1983, batte il record di vendite per un libro di filosofia scritto in tedesco e verrà tradotto in trentadue lingue. L'opera è salutata da Jürgen Habermas, che la considera come «l'avvenimento più importante dal 1945». Sloterdijk riceve il premio letterario Ernst-Robert-Curtius nel 1993 e accresce la sua già grande importanza insegnando nelle città, tra le altre, di Parigi, Zurigo e New York.
A partire dal 1998, Sloterdijk comincia la sua trilogia "Sfere", che fa di lui un personaggio riconosciuto nel mondo delle lettere tedesco. Si aggiungono a questo straordinarie capacità pedagogiche e una chiarezza tale dal permettergli di animare, dal 2002, in collaborazione con Rüdiger Safranski, il programma televisivo Im Glashaus. Das Philosophische Quartett ("Nella casa di vetro. Il quartetto filosofico"), lo show filosofico-letterario della rete tedesca ZDF dedicato alla discussione delle questioni chiave che investono la società contemporanea.
Nel 2001 è nominato rettore (Rektor) dell'Accademia di Arte e Media (Hochschule für Gestaltung o HfG) di Karlsruhe. Nel 2005 si vede conferire la cattedra Emmanuel Lévinas a Strasburgo per due semestri. Lo stesso anno, Sloterdijk denuncia il “no” della Francia alla costituzione europea. In Ira e tempo intraprende una riflessione sulla politica a partire dalle sue espressioni di collera. L'ira diventa il motore della politica. Dopo Nietzsche e Heidegger, Sloterdijk considera il tempo politico come un vettore di collera e risentimento.
Nel 2006 scala il monte Ventoso in bicicletta. Egli pratica questo sport a livello amatoriale, percorrendo migliaia di chilometri l'anno. Questa passione l'ha condotto a riflettere sul doping e sulla “teologia” del ciclismo, evocata da Barthes nelle sue Mitologie.

### L'«affaire Sloterdijk»

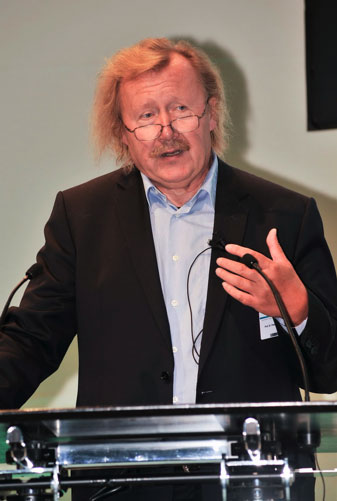
Peter Sloterdijk nel 2009.

Nel settembre 1999 Sloterdijk pubblica una conferenza intitolata “Regole per il parco umano". Una lettera di risposta alla Lettera sull'"Umanismo" di Heidegger sul settimanale Die Zeit. Questo intervento viene male interpretato e genera uno scandalo molto mediatizzato. Il filosofo vi propone una riflessione sull'umanismo, la genetica e i problemi posti da ciò che lui chiama l'“addomesticazione dell'essere umano”. L'uso della parola «Selektion» (carico di connotazioni, in Germania, che rimandano al nazismo) nel suo testo gli procura severe critiche (soprattutto da Jürgen Habermas) e la messa in questione della sua stessa notorietà e autorevolezza. Il termine viene impiegato due volte nell'intervento, nel contesto della “selezione natale” e poi messo in parallelo con la parola «Lektion» (lezione), in analogia con «Auslesen» (la “scelta” dell'antologia). La controversia è ugualmente proseguita in Francia, dove Sloterdijk riceve l'appoggio del suo traduttore Olivier Mannoni, di Bruno Latour, Éric Alliez, Jean Baudrillard e Régis Debray.

## Filosofia
Influenzato da Friedrich Nietzsche e dai suoi interpreti francesi (Gilles Deleuze e Michel Foucault), dopo la "filosofia della contestazione" della Critica della ragione cinica (1983) si è occupato, con un approccio antiumanistico, di psicologia e filosofia politica.
Sloterdijk intende il postmoderno come la posizione di chi combatte il totalitarismo della metafisica classica occidentale, la cui storia è da intendersi come un processo di globalizzazione. Perciò, più che fenomeno contemporaneo, la globalizzazione si identifica con la modernità, cioè con l'epoca in cui la follia di espansione globale diventa ragione di profitto.
La filosofia di Sloterdijk rompe l'equilibrio tra il solido accademismo di un professore scolastico e un certo senso di anti-accademismo (testimone del suo interesse sempre in corso per le idee di Osho, del quale divenne discepolo negli anni settanta). Nonostante le critiche che alcuni lati del suo pensiero hanno provocato, lui rifiuta di essere classificato un "pensatore polemico", descrivendo se stesso invece come “iperbolico”. Le sue idee rifiutano l'esistenza dei dualismi (come corpo e anima, soggetto e oggetto, cultura e natura, etc.) a partire dalla loro interazione, cioè come “spazi di coesistenza”, e progressi tecnici che creano una realtà ibrida. Così Sloterdijk, che sta provando a sviluppare un nuovo umanismo spesso chiamato postumanesimo, cerca di unire diverse componenti che sono state, secondo lui, erroneamente considerate separate l'una dalle altre. Questa ricerca lo ha condotto a proporre la creazione di una “costituzione ontologica” che vuole incorporare tutti gli esseri – umani, animali, vegetali, e macchine.

### Critica della Ragion Cinica
La "Critica della ragion cinica" (Kritik der zynischen Vernunft), pubblicata da Suhrkamp nel 1983 (facendo eco alla "Critica della ragion pura" di Kant, pubblicata due secoli prima), diventa il libro filosofico più venduto in lingua tedesca dalla Seconda guerra mondiale e lancia la carriera di Sloterdijk come autore.
Critico della modernità e del razionalismo, l'autore constata che l'epoca contemporanea è scossa dalla sua stessa adesione ai principi dell'Illuminismo (Aufklärung). La lotta contro l'oscurantismo, pur vantando e mitizzando il progresso dovuto all'uso dei “lumi della ragione”, non può più essere considerata attuale. Sloterdijk le oppone il cinismo (kunisme), ispirandosi all'omonima corrente filosofica della Grecia classica. Questo, secondo il filosofo, può essere visto come un rimedio, persino un superamento della situazione di impasse in cui si trova preso, a suo avviso, il progetto dell'Illuminismo.

### Sfere
La trilogia di "Sfere" (Sphären) è l'opera maggiore del filosofo tedesco. Pubblicati da Suhrkamp Verlag, i tre volumi sono apparsi rispettivamente nel 1998 (Blasen, "Bolle"), nel 1999 (Globen, "Globi") e nel 2004 (Schäume, "Schiuma").
Questa trilogia monumentale propone, secondo il suo traduttore francese, Olivier Mannoni, «niente di meno che una storia filosofica dell'umanità attraverso il prisma di una forma fondamentale: la sfera e tre delle sue declinazioni, la bolla, il globo, l'alveolo di schiuma». "Sfere" è sugli “spazi di coesistenza”, spazi comunemente trascurati o dati per scontato che nascondono informazioni cruciali per lo sviluppo di una comprensione dell'essere umano. Le sfere, le bolle, i globi sono i contenitori attraverso i quali l'uomo pensa sé stesso nel mondo, alla ricerca di una protezione dai pericoli esterni (che per il feto si identificano con la madre). L'esplorazione di questi settori inizia con la fondamentale differenza tra mammiferi e altri animali: il biologico e utopico conforto del grembo materno, che gli uomini provano a ricreare attraverso la scienza, l'ideologia e la religione. Da queste microsfere (ontologiche relazioni come feto-placenta) alle macrosfere (macro-uteri come nazioni o stati), Sloterdijk analizza i settori dove gli uomini provano invano a fermarsi e traccia una connessione tra la crisi vitale (per esempio la vanità e il disinteressamento narcisistico) e le crisi che si creano quando una sfera si frantuma. La forma sferica è, quindi, ciò che permette all'uomo di produrre se stesso, l'ambiente (materiale e simbolico) che egli si crea. In questa riflessione spaziale, la Terra occupa un posto di prima importanza. Una ricca iconografia dà maggiore rilievo alle diverse forme prese dalla sfera nel dominio estetico.
Nello specifico, il primo volume ("Bolle") illustra la teoria dell'intimità, contrapponendo all'individualismo il concetto di diade; il secondo ("Globi") esplora l'età della metafisica dal punto di vista della filosofia europea classica (Hegel in particolare); il terzo ("Schiuma") descrive un mondo non più interpretabile a partire dall'intimità.
Sloterdijk ha detto che i primi paragrafi di "Sfere" costituiscono «il libro che Heidegger dovrebbe aver scritto», un volume compagno di Essere e tempo, chiamato “Essere e spazio”. Egli si riferiva alla sua iniziale esplorazione dell'idea di Dasein, la quale poi farà prendere le distanze a Sloterdijk dalle posizioni di Heidegger.

## Premi e onorificenze
- 1993 - Ernst-Robert-Curtius-Preis für Essayistik (premio attribuito a un saggio)
- 2000 - Friedrich-Märker-Preis für Essayistik (premio attribuito a un saggio)
- 2001 - Christian-Kellerer-Preis für die Zukunft philosophischer Gedanken (premio per il pensiero filosofico del futuro)
- 2005 - Wirtschaftsbuchpreis der Financial Times Deutschland (premio economico del libro)
- 2005 - Sigmund-Freud-Preis für wissenschaftliche Prosa (premio attribuito alla prosa scientifica)
- 2008 - Lessing-Preis für Kritik (premio per la critica)
- 2008 - Cicero-Rednerpreis (premio attribuito a un conferenziere)
- 2008 - Leipziger Mendelssohn-Preis der Felix-Mendelssohn-Bartholdy-Stiftung
- 2009 - BDA-Preis für Architekturkritik (premio per la critica architettonica)
- 2023 - Premio Udine Filosofia 2023[1]

## Opere originali
- Literatur und Organisation von Lebenserfahrung. Autobiographien der Zwanziger Jahre. Hanser, München 1978.
- Kritik der zynischen Vernunft. 2 Bände. Suhrkamp, Frankfurt am Main 1983, ISBN 978-3-518-11099-7 (Edition Suhrkamp, Bd.1099).
- Der Zauberbaum. Die Entstehung der Psychoanalyse im Jahr 1785. Ein epischer Versuch zur Philosophie der Psychologie. Suhrkamp, Frankfurt am Main 1985, ISBN 978-3-518-37945-5.
- Der Denker auf der Bühne. Nietzsches Materialismus, Suhrkamp (es 1353), Frankfurt am Main 1986, ISBN 978-3-518-11353-0.
- Kopernikanische Mobilmachung und ptolemäische Abrüstung. Ästhetischer Versuch. Suhrkamp (es 1375), Frankfurt am Main 1987, ISBN 978-3-518-11375-2.
- Sclumpf. Über Perticari und Patocka. Liograd (es 1375), Stuttgart 1988.
- Zur Welt kommen – zur Sprache kommen. Frankfurter Poetik-Vorlesungen, Suhrkamp (es 1505), Frankfurt am Main 1988, ISBN 978-3-518-11505-3.
- Eurotaoismus. Zur Kritik der politischen Kinetik, Suhrkamp (es 1450), Frankfurt am Main 1989, ISBN 978-3-518-11450-6.
- Versprechen auf Deutsch. Rede über das eigene Land, Suhrkamp (es 1631), Frankfurt am Main 1990, ISBN 978-3-518-11631-9.
- Weltsucht. Anmerkungen zum Drogenproblem. Vortrag im Rahmen der 40. Lindauer Psychotherapiewochen 1990, erschienen in den Lindauer Texten 1991, Springer Verlag ISBN 3-540-53858-5.  Vgl. ebd. Teil 2, S.145 ff.
- Im selben Boot. Versuch über die Hyperpolitik, Suhrkamp, Frankfurt am Main 1993, ISBN 978-3-518-38947-8.
- Selbstversuch (mit Carlos Oliveira), Hanser, München 1993, ISBN 978-3-446-18769-6.
- Weltfremdheit, Suhrkamp (es 1781), Frankfurt am Main 1993, ISBN 978-3-518-11781-1.
- Falls Europa erwacht. Gedanken zum Programm einer Weltmacht am Ende des Zeitalters ihrer politischen Absence, Suhrkamp, Frankfurt am Main 1994, ISBN 978-3-518-39902-6.
- Sphären I – Blasen, Mikrosphärologie, Suhrkamp, Frankfurt am Main 1998, ISBN 978-3-518-41022-6.
- Regeln für den Menschenpark. Ein Antwortschreiben zu Heideggers Brief über den Humanismus, Suhrkamp, Frankfurt am Main 1999, ISBN 978-3-518-06582-2 (Vieldiskutierte Elmauer Rede).
- Sphären II – Globen, Makrosphärologie. Suhrkamp, Frankfurt am Main 1999, ISBN 978-3-518-41054-7.
- Die Verachtung der Massen. Versuch über Kulturkämpfe in der modernen Gesellschaft, Suhrkamp, Frankfurt am Main 2000, ISBN 978-3-518-06597-6.
- Über die Verbesserung der guten Nachricht. Nietzsches fünftes 'Evangelium', Suhrkamp, Frankfurt am Main 2000, ISBN 978-3-518-06615-7.
- Die Sonne und der Tod. Dialogische Untersuchungen (mit Hans-Jürgen Heinrichs), Suhrkamp, Frankfurt am Main 2001, ISBN 978-3-518-45787-0.
- Das Menschentreibhaus. Stichworte zur historischen und prophetischen Anthropologie. Vier große Vorlesungen, VDG, Weimar 2001, ISBN 978-3-89739-208-3.
- Tau von den Bermudas. Versuch über das Verlangen nach Neuzeit, Suhrkamp (es), Frankfurt am Main 2001, ISBN 978-3-518-06632-4.
- Nicht gerettet. Versuche über Heidegger, Suhrkamp, Frankfurt am Main 2001, ISBN 978-3-518-41279-4.
- Luftbeben. An den Wurzeln des Terrors, Suhrkamp, Frankfurt am Main 2002, ISBN 978-3-518-12286-0.
- Sphären III – Schäume, Plurale Sphärologie, Suhrkamp, Frankfurt am Main 2004, ISBN 978-3-518-41466-8.
- Im Weltinnenraum des Kapitals. Zu einer philosophischen Geschichte der terrestrischen Globalisierung, Suhrkamp, Frankfurt am Main 2005, ISBN 978-3-518-45814-3.
- Zorn und Zeit. Politisch-psychologischer Versuch, Suhrkamp, Frankfurt am Main 2006, ISBN 978-3-518-41840-6.
- Was zählt, kehrt wieder. Zeitdiagnostische Gespräche (mit Alain Finkielkraut), Suhrkamp (es), Frankfurt am Main 2007, ISBN 978-3-518-12399-7.
- Der ästhetische Imperativ. Schriften zur Kunst. Hrsg. v. Peter Weibel, PHILO & PhiloFineArts, Hamburg 2007, ISBN 978-3-86572-629-2.
- Derrida - Ein Ägypter: über das Problem der jüdischen Pyramide. Suhrkamp, Frankfurt 2007, ISBN 978-3-518-12502-1.
- Gottes Eifer. Vom Kampf der drei Monotheismen. Verlag der Weltreligionen im Insel Verlag, 2007, ISBN 978-3-458-71004-2.
- Theorie der Nachkriegszeiten: Bemerkungen zu den deutsch-französischen Beziehungen seit 1945, Suhrkamp Verlag, 2008.
- Du mußt dein Leben ändern: Über Anthropotechnik. Suhrkamp, Frankfurt am Main 2009, ISBN 978-3-518-41995-3.
- Philosophische Temperamente. Von Platon bis Foucault. Diederichs, Munich, 2009
- Scheintod im Denken. Von Philosophie und Wissenschaft als Übung. Suhrkamp, Berlin, 2010
- Die nehmende Hand und die gebende Seite: Beiträge zu einer Debatte über die demokratische Neubegründung von Steuern. Suhrkamp, Berlin 2010, ISBN 978-3-518-06141-1.
- Streß und Freiheit. Suhrkamp (Sonderdruck), Berlin 2011
- Was geschah im XX. Jahrhundert?. Suhrkamp, Berlin, 2016, ISBN 978-3-518-42507-7

## Opere tradotte in italiano
- Critica della ragion cinica, Raffaello Cortina, 2013, ISBN 978-88-6030-623-4; prima ed. italiana fuori commercio, 1992, Garzanti, ISBN 88-11-59986-5
- L'ultima sfera. Breve storia filosofica della globalizzazione. 2002, Carocci, ISBN 978-88-430-3316-4
- Non siamo ancora stati salvati. Saggi dopo Heidegger. 2004, trad.it. di Anna Calligaris e Stefano Crosare, Bompiani, ISBN 978-88-452-1209-3
- Il mondo dentro il capitale, 2006, Meltemi Editore, ISBN 978-88-8353-482-9 (Cerca su Google Books)
- Terrore nell'aria. 2007, Meltemi Editore, ISBN 978-88-8353-561-1 (Cerca su Google Books)
- Derrida egizio. Il problema della piramide ebraica. 2007, Raffaello Cortina, ISBN 978-88-6030-142-0
- Ira e tempo. Saggio politico-psicologico. 2007, Meltemi Editore, ISBN 978-88-8353-576-5 (Cerca su Google Books)
- Il furore di Dio. Sul conflitto dei tre monoteismi. 2008, Raffaello Cortina, ISBN 978-88-6030-201-4
- Sfere / Bolle vol. 1. 2014, Raffaello Cortina, ISBN 978-88-6030-702-6; prima ed. italiana fuori commercio, 2009, Meltemi Editore, ISBN 978-88-8353-633-5
- Sfere / Globi vol. 2. 2014, Raffaello Cortina, ISBN 978-88-6030-703-3
- Devi cambiare la tua vita. 2010, Raffaello Cortina, ISBN 978-88-6030-361-5
- Caratteri filosofici. Da Platone a Foucault. 2010, Raffaello Cortina, ISBN 978-88-6030-383-7
- Stato di morte apparente. Filosofia e scienza come esercizio. 2011, trad. it. di Stefano Franchini, Raffaello Cortina, ISBN 978-88-6030-430-8
- La mano che prende e la mano che dà. 2012, trad. it. di Stefano Franchini, Raffaello Cortina, ISBN 978-88-6030-470-4
- Stress e libertà. 2012, trad. it. di Paolo Perticari, Raffaello Cortina, ISBN 978-88-6030-492-6
- Crescita o extraprofitto. Appunti per una nuova concezione dell'idea europea di vita. 2013, Mimesis, ISBN 978-88-575-1163-4
- Il quinto vangelo di Nietzsche. Sulla correzione delle buone notizie, 2015, Mimesis, ISBN 978-88-575-2758-1
- Sfere / Schiume vol. 3. 2015, trad. it. di Gianluca Bonaiuti e Silvia Rodeschini, Raffaello Cortina, ISBN 978-88-6030-787-3
- Che cosa è successo nel XX secolo?, 2017, trad. it. di Maria Anna Massimello, Bollati Boringhieri, ISBN 978-88-339-2837-1